# Cherry Ghost
Cherry Ghost var en engelsk musikgrupp som började 2005, först som ett alias för låtskrivaren Simon Aldred som soloartist, innan det omvandlades till ett fullt band. Aldred uppträdde senast med Cherry Ghost 2016 på Marc Riley Show på BBC Radio 6 Music.
Deras debutalbum, Thirst for Romance, släpptes i juli 2007 och gick upp på 7:e plats på UK Albums Chart. Den nominerades till en Ivor Novello Award, och Aldred vann en Ivor Novello för bästa låt med låten "People Help the People". Ett andra album, med titeln Beneath This Burning Shoreline, släpptes i juli 2010 och fick positiva recensioner. Aldred släppte under artistnamnet Out Cold ett soloalbum med titeln Invasion of Love i september 2013 med ett markant syntpopsound. Cherry Ghost släppte sitt tredje och sista album Herd Runners i maj 2014. 
Simon Aldred arbetar för närvarande i London utanför musikbranschen, men skriver ibland låtar åt andra artister. Aldred sjöng bland annat på Aviciis singel "Waiting for Love" från 2015, och medverkade som låtskrivare på Liam Gallaghers studioalbum Why Me? Why Not. från 2019. 

## Medlemmar
- Simon Aldred – sång, gitarr
- Jim Rhodes – gitarr
- Ben Parsons – keyboards
- Phill Anderson – bas, synthesizer, kornett
- Grenville Harrop – trummor

## Diskografi

### Studioalbum
| År   | Albuminformation                                                                                    | Bästa listplacering | Bästa listplacering | Bästa listplacering | Bästa listplacering |
| År   | Albuminformation                                                                                    | UK                  | IRE                 | FRA                 | ITA                 |
| ---- | --------------------------------------------------------------------------------------------------- | ------------------- | ------------------- | ------------------- | ------------------- |
| 2007 | Thirst for Romance - Släppt: 9 juli 2007 - Etikett: Heavenly (HVNLP59) - Format: CD, 2 LP, DL       | 7                   | 67                  | 195                 | 91                  |
| 2010 | Beneath This Burning Shoreline - Släppt: 5 juli 2010 - Etikett: Heavenly (HVNLP79) - Format: CD, DL | 40                  | -                   | -                   | -                   |
| 2014 | Herd Runners - Släppt: 19 maj 2014 - Etikett: Heavenly (HVNLP103) - Format: CD, LP, DL              | 36                  | -                   | -                   | -                   |

### Singlar och EP:s
| Låt                                              | Releasedatum      | Information       | Format              | UK Singles Chart | Irish Singles Chart | Album                              |
| ------------------------------------------------ | ----------------- | ----------------- | ------------------- | ---------------- | ------------------- | ---------------------------------- |
| "Mathematics"                                    | 9 April 2007      | Heavenly (HVN167) | CD, 7" vinyl, DL    | 57               | —                   | Thirst for Romance                 |
| "People Help the People"                         | 25 June 2007      | Heavenly (HVN168) | CD, 7" vinyl, DL    | 27               | 41                  | Thirst for Romance                 |
| "4 AM"                                           | 24 September 2007 | Heavenly (HVN171) | CD, 7" vinyl, DL    | 128              | —                   | Thirst for Romance                 |
| iTunes Festival: Live in London (EP)             | 12 November 2007  | Heavenly          | Digital nerladdning | —                | —                   | Brittiskt släpp, endast på iTunes. |
| "Kissing Strangers"                              | 28 June 2010      | Heavenly (HVN203) | Digital nerladdning | —                | —                   | Beneath This Burning Shoreline     |
| "Black Fang"                                     | 20 September 2010 | Heavenly (HVN206) | 7" vinyl, DL        | —                | —                   | Beneath This Burning Shoreline     |
| "We Sleep on Stones" / "Finally"                 | 8 November 2010   | Heavenly (HVN209) | 12" vinyl, DL       | —                | —                   | Beneath This Burning Shoreline     |
| "Only a Mother"                                  | 7 March 2011      | Heavenly          | Digital nerladdning | —                | —                   | Beneath This Burning Shoreline     |
| "Clear Skies Ever Closer"                        | 24 March 2014     | Heavenly          | Digital nerladdning | —                | —                   | Herd Runners                       |
| "The World Could Turn"                           | 8 December 2014   | Heavenly          | Digital nerladdning | —                | —                   | Herd Runners                       |
| "—" noterar ett släpp som inte kom upp på listan |                   |                   |                     |                  |                     |                                    |